# Teorema de De Branges
En análisis complejo, el teorema de De Branges (que permitió probar la conjetura de Bieberbach), es un teorema que da un condición necesaria y suficiente de una función holomorfa para que asigne el disco unidad abierto del plano complejo inyectivamente al plano complejo. La conjetura fue planteada por Ludwig Bieberbach, siendo finalmente probada por Louis de Branges de Bourcia.
La declaración se refiere a los coeficientes de la serie de Taylor an de una función univalente, es decir, una función holomórfica uno a uno que aplica el disco unitario en el plano complejo, normalizado como siempre es posible de modo que a0 = 0 y a1 = 1. Es decir, se considera una función definida en el disco unidad abierto que es holomórfica e inyectiva (univalente) con la serie de Taylor de la forma
{\displaystyle f(z)=z+\sum _{n\geq 2}a_{n}z^{n}.}
Estas funciones se denominan schlicht (en alemán, simple o llano). El teorema luego establece que
{\displaystyle |a_{n}|\leq n\quad {\text{para todo }}n\geq 2.}
La función de Koebe (véase más abajo) es una función en la que an = n para todo n, y es schlicht, por lo que no se puede encontrar un límite más estricto en el valor absoluto del coeficiente n.

## Funciones schlicht
Las normalizaciones
a0 = 0 y a1 = 1
significan que
f(0) = 0 y f'(0) = 1.
Esto siempre se puede obtener mediante una transformación afín: comenzando con una función holomórfica inyectiva arbitraria g definida en el disco de la unidad abierta y configurando
{\displaystyle f(z)={\frac {g(z)-g(0)}{g'(0)}}.}
Estas funciones g son de interés porque aparecen en el teorema de representación conforme de Riemann.
Una función schlicht se define como una función analítica f que es uno a uno (biyectiva) y satisface que f(0) = 0 y f'(0) = 1. Una familia de funciones schlicht son las funciones de Koebe rotadas
{\displaystyle f_{\alpha }(z)={\frac {z}{(1-\alpha z)^{2}}}=\sum _{n=1}^{\infty }n\alpha ^{n-1}z^{n}}
con α un número complejo de valor absoluto 1. Si f es una función schlicht y |an| = n para algunos n ≥ 2, entonces f es una función de Koebe rotada.
La condición del teorema de De Branges no es suficiente para demostrar que la función es schlicht, ya que la función
{\displaystyle f(z)=z+z^{2}=(z+1/2)^{2}-1/4}
se demuestra que: es holomórfica en el disco unidad y satisface |an| ≤ n para todos los n, pero no es inyectivo desde f(−1/2 + z) = f(−1/2 − z).

## Historia
Koepf (2007) ofrece un resumen de la historia.Bieberbach (1916) probó que |a2| ≤ 2, y planteó la conjetura de que |an| ≤ n.Loewner (1917) y Nevanlinna (1921) probaron independientemente la conjetura del funciones en forma de estrella.
Entonces Charles Loewner (Löwner (1923)) demostró que |a3| ≤ 3, utilizando la ecuación de Löwner. Su trabajo fue utilizado por la mayoría de los intentos posteriores y también se aplicó en la teoría de evolución de Schramm-Loewner.Littlewood (1925, theorem 20) demostró que |an| ≤ en para todo n, demostrando que la conjetura de Bieberbach es cierta hasta un factor de e = 2.718 ... Varios autores luego redujeron la constante en la desigualdad por debajo de e.
Si f(z) = z + ... es una función schlicht, entonces φ(z) = f(z2)1/2 es una función schlicht impar.
Raymond Paley y John Edensor Littlewood demostraron que sus coeficientes de Taylor satisfacen bk ≤ 14 para todo k. Conjeturaron que 14 se puede reemplazar por 1 como una generalización natural de la conjetura de Bieberbach. La conjetura de Littlewood-Paley implica fácilmente la conjetura de Bieberbach usando la desigualdad de Cauchy, pero pronto fue refutada por Fekete y Szegö (1933), quien mostró que hay una función schlicht impar con b5 = 1/2 + exp(−2/3) = 1.013 ..., y que este es el valor máximo posible de b5. Isaak Milin demostró más tarde que 14 se puede reemplazar por 1,14, y Hayman demostró que los números bk tienen un límite menor que 1 si f no es una función de Koebe (para la que las b2k+1 son todas 1). Por lo tanto, el límite es siempre menor o igual a 1, lo que significa que la conjetura de Littlewood y Paley es cierta para todos menos un número finito de coeficientes.Robertson (1936) encontró una forma más débil de la conjetura de Littlewood y Paley.
La conjetura de Robertson establece que si
{\displaystyle \phi (z)=b_{1}z+b_{3}z^{3}+b_{5}z^{5}+\cdots }
es una función schlicht impar en el disco unitario con b1 = 1 entonces para todos los enteros positivos n,
{\displaystyle \sum _{k=1}^{n}|b_{2k+1}|^{2}\leq n.}
Robertson observó que su conjetura todavía es lo suficientemente fuerte como para implicar la conjetura de Bieberbach, y la demostró para n = 3. Esta conjetura introdujo la idea clave de delimitar varias funciones cuadráticas de los coeficientes en lugar de los coeficientes en sí, que es equivalente a normas de delimitación de elementos en ciertos espacios de Hilbert de funciones schlicht.
Hubo varias pruebas de la conjetura de Bieberbach para ciertos valores más altos de  n , en particular Garabedian y Schiffer (1955) probado |  a4 | ≤ 4,Ozawa (1969) y Pederson (1968) probados |  a6 | ≤ 6, y Pederson y Schiffer (1972) demostró |  a5 | ≤ 5.Hayman (1955) demostró que el límite de  an /  n  existe y tiene un valor absoluto menor que 1 a menos que  f  sea una función de Koebe. En particular, esto mostró que para cualquier "f" puede haber como máximo un número finito de excepciones a la conjetura de Bieberbach.
La  'conjetura de Milin'  establece que para cada función de schlicht en el disco unitario, y para todos los enteros positivos  n ,
{\displaystyle \sum _{k=1}^{n}(n-k+1)(k|\gamma _{k}|^{2}-1/k)\leq 0}
donde los  'coeficientes logarítmicos'  γn de  f  están dados por
{\displaystyle \log(f(z)/z)=2\sum _{n=1}^{\infty }\gamma _{n}z^{n}.}
Milin (1977) mostró usando el Lebedev-Milin inequality que la conjetura de Milin (luego probada por De Branges) implica la conjetura de Robertson y por lo tanto la conjetura de Bieberbach.
Finalmente De Branges (1985) demostró |  an |≤  n  para todos los  n .

## Demostración de De Branges
La prueba utiliza un tipo de espacio de Hilbert de función completa. El estudio de estos espacios se convirtió en un subcampo de análisis complejo y los espacios se han denominado espacios de De Branges. De Branges demostró la conjetura de Milin más fuerte (Milin, 1971) en coeficientes logarítmicos. Ya se sabía que esto implicaba la conjetura de Robertson (Robertson, 1936) sobre funciones univalentes impares, lo que a su vez se sabía que implicaba la conjetura de Bieberbach sobre las funciones schlicht (Bieberbach, 1916). Su prueba usa la ecuación de Loewner, la desigualdad de Askey-Gasper sobre los Polinomios de Jacobi y la desigualdad de Lebedev-Milin en series de potencias exponenciadas.
De Branges redujo la conjetura a algunas desigualdades para los polinomios de Jacobi y verificó manualmente las primeras. Walter Gautschi verificó más de estas desigualdades por computadora para De Branges (lo que demuestra la conjetura de Bieberbach para los primeros 30 coeficientes) y luego le preguntó a Richard Askey si conocía desigualdades similares. Askey señaló que Askey y Gasper (1976) habían probado las desigualdades necesarias ocho años antes, lo que permitió a De Branges completar su demostración. La primera versión era muy larga y tenía algunos errores menores que causaron cierto escepticismo al respecto, pero se corrigieron con la ayuda de miembros del seminario de Leningrado sobre teoría de funciones geométricas (Departamento de San Petersburgo del Instituto de Matemáticas Steklov de la Academia de Ciencias de Rusia) cuando De Branges visitó el Instituto en 1984.
De Branges demostró el siguiente resultado, que para ν = 0 implica la conjetura de Milin (y por lo tanto la conjetura de Bieberbach).
Supóngase que ν > −3/2 y σn son números reales para enteros positivos n con límite 0 y tales que
{\displaystyle \rho _{n}={\frac {\Gamma (2\nu +n+1)}{\Gamma (n+1)}}(\sigma _{n}-\sigma _{n+1})}
no es negativo, no aumenta y tiene un límite 0. Entonces, para todas las funciones de la aplicación de Riemann F(z) = z + ... univalente en el disco de la unidad con
{\displaystyle {\frac {F(z)^{\nu }-z^{\nu }}{\nu }}=\sum _{n=1}^{\infty }a_{n}z^{\nu +n}}
el valor máximo de
{\displaystyle \sum _{n=1}^{\infty }(\nu +n)\sigma _{n}|a_{n}|^{2}}
se logra mediante la función de Koebe z/(1 − z)2.
Una versión simplificada de la demostración fue publicada en 1985 por Carl FitzGerald y Christian Pommerenke (FitzGerald y Pommerenke (1985)), y una descripción aún más corta por Jacob Korevaar (Korevaar (1986)).